# Odontobunus
Genre
Synonymes
- Cheops Sørensen, 1910
- Chelibunus Roewer, 1915
- Ruandella Roewer, 1956

Odontobunus est un genre d'opilions eupnois de la famille des Phalangiidae.

## Distribution
Les espèces de ce genre se rencontrent en Afrique subsaharienne.

## Liste des espèces
Selon World Catalogue of Opiliones (03/05/2021) :
- Odontobunus africanus Roewer, 1910
- Odontobunus armatus (Sørensen, 1910)
- Odontobunus elegans (Roewer, 1956)
- Odontobunus kenianus Roewer, 1957
- Odontobunus longipes (Lawrence, 1963)
- Odontobunus niger (Roewer, 1956)
- Odontobunus punctatus (Roewer, 1956)
- Odontobunus pupillaris (Lawrence, 1963)

## Publication originale
- Roewer, 1910 : « Revision der Opiliones Plagiostethi (= Opiliones Palpatores). I. Teil: Familie der Phalangiidae. (Subfamilien: Gagrellini, Liobunini, Leptobunini). » Abhandlungen aus dem Gebiete der Naturwissenschaften, herausgegeben vom Naturwissenschaftlichen Verein in Hamburg, vol. 19, p. 1–294.